# مجلة EMBO العلمية
مجلة إمبو (EMBO) هي مجلة علمية يتم مراجعتها من قبل النظراء تركز على أوراق علمية كاملة تصف البحث الأصلي ذو الاهتمام العام في علم الأحياء الجزيئي والمجالات ذات الصلة. تأسست المجلة في عام 1982 ونشرتها مجموعة نيتشر للنشر نيابة عن المنظمة الأوروبية للبيولوجيا الجزيئية حتى إطلاق صحيفة EMBO في عام 2013.

## روابط خارجية
- الموقع الرسمي